# Hipòcrates
|  | Per a altres significats, vegeu «Hipòcrates (desambiguació)». |

Hipòcrates (grec antic: Ἱπποκράτης, Hipokrates; nascut cap al 460 aC i mort cap al 370 aC) fou un metge grec del segle de Pèricles (Grècia clàssica). És considerat una de les figures més destacades de la història de la medicina i conegut com «el pare de la medicina» en reconeixement de les seves contribucions duradores a aquesta disciplina com a fundador de l'escola que porta el seu nom. Aquesta escola intel·lectual revolucionà la medicina de l'antiga Grècia, separant-la dels altres camps amb els quals se l'havia associat tradicionalment (teúrgia i filosofia) i convertint-la en una veritable professió.
Tanmateix, com que sovint se li atribuïen els èxits dels autors del Corpus i els altres practicants de la medicina hipocràtica, no se sap gaire cosa sobre el pensament, els textos i les accions del mateix Hipòcrates. Malgrat aquesta indefinició, és representat sovint com l'epítom del metge antic. En concret, se li atribueix un gran progrés en l'estudi sistemàtic de la medicina clínica, reunint el coneixement mèdic d'escoles anteriors, i prescrivint la pràctica dels metges per mitjà del jurament hipocràtic i altres obres.

## Biografia

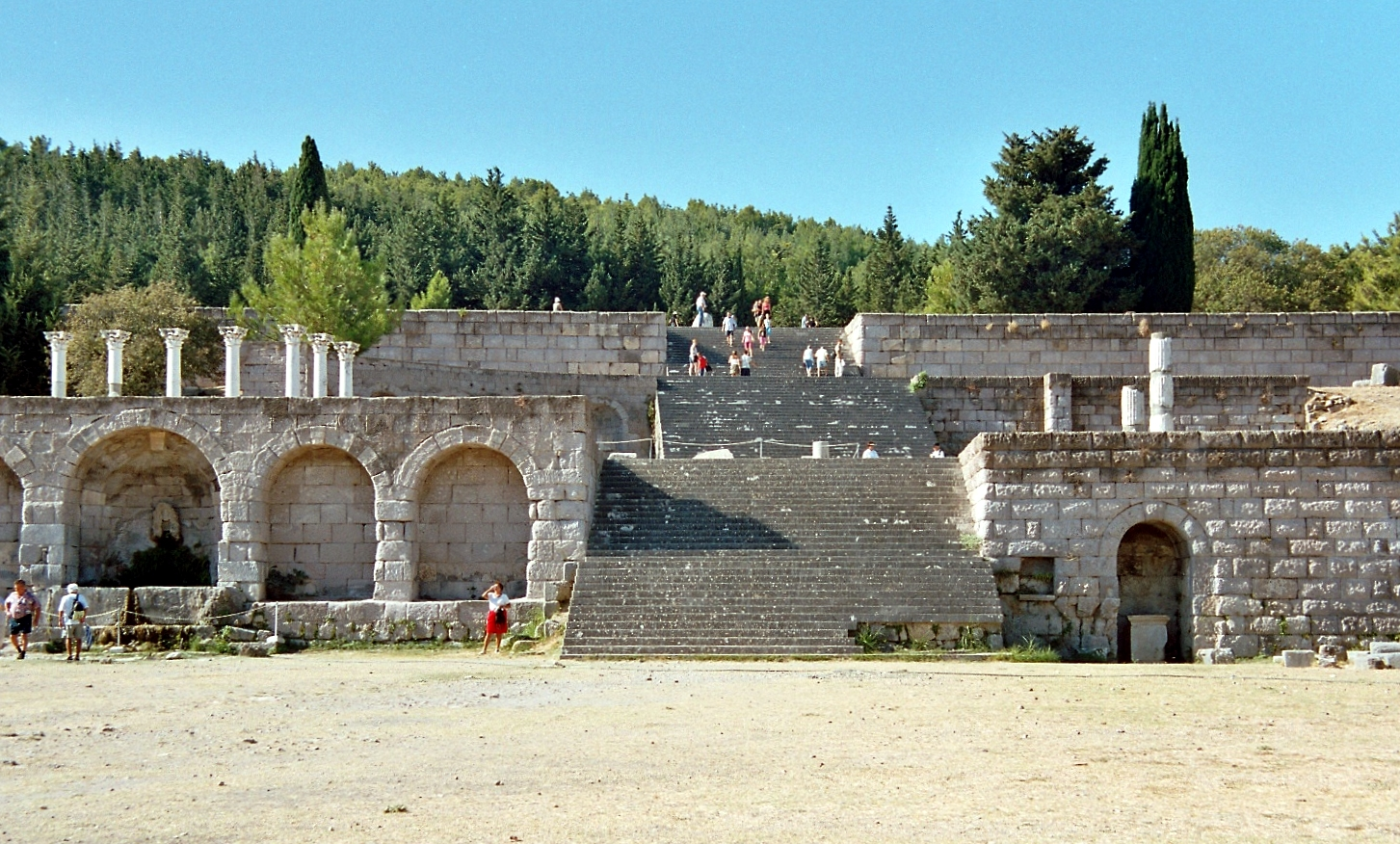
Asclepièon a Cos

Els historiadors accepten que Hipòcrates nasqué a voltants de l'any 460 aC a l'illa grega de Cos, i que esdevingué un cèlebre metge i professor de medicina. Tanmateix, altres dades biogràfiques sobre ell probablement són incorrectes (vegeu Llegendes). Sorà d'Efes, un ginecòleg grec del segle ii, més de cinc segles després de la seva mort, fou el primer biògraf d'Hipòcrates i és la font de gran part de les dades sobre la seva persona, com per exemple la data del seu naixement. També se'n pot trobar informació als escrits d'Aristòtil, (segle iv aC), al Suides (ca. segle x) i a les obres de Joan Tzetzes (segle xii).
Sorà escrigué que el pare d'Hipòcrates era Heràclides Escolapi, també metge; la seva mare era Praxítela, filla de Tizane. Els dos fills d'Hipòcrates, Tèssal i Dracó, i el seu gendre, Polibi, eren alumnes seus. Segons Galè, un metge posterior, Polibi fou l'autèntic successor d'Hipòcrates, mentre que Tèssal i Dracó tingueren cadascun un fill anomenat Hipòcrates.
Segons Sorà, Hipòcrates aprengué medicina del seu pare i el seu avi, i estudià altres matèries amb Demòcrit d'Abdera i Gòrgies. Hipòcrates estudià probablement a l'asclepièon de Cos, i rebé lliçons del metge traci Heròdic de Selímbria. L'única menció contemporània d'Hipòcrates és al diàleg de Plató Protàgores, en què el filòsof el descriu com a «Hipòcrates de Cos, l'Asclepíade». Hipòcrates ensenyà i practicà la medicina durant tota la vida, viatjant com a mínim fins a Tessàlia, Tràcia i el mar de Màrmara. Probablement morí a Larisa a l'edat de 83 o 90 anys, tot i que segons algunes fonts superà de llarg els 100 anys; hi ha diferents relats sobre la seva mort.

## Teoria hipocràtica
«No és, doncs, ni divina ni més sagrada que les altres malalties, sinó que té una causa natural que l'origina, com altres malalties. Els homes consideren la seva naturalesa i causa com a divines per ignorància i astorament…»
Hipòcrates és considerat el primer metge que rebutjà les supersticions, llegendes i creences que assenyalaven les forces sobrenaturals o divines com a causa de les malalties. Els deixebles de Pitàgores el consideraren com l'home que uní la filosofia i la medicina. Separà la disciplina de la medicina de la religió, creient i argumentant que la malaltia no era un càstig infligit pels déus, sinó la conseqüència de factors ambientals, la dieta i els hàbits de vida. De fet, no hi ha ni una sola menció d'una malaltia mística en tot el Corpus Hipocràtic. Tanmateix, Hipòcrates sí que treballà amb moltes conviccions basades en el que avui en dia se sap que era una anatomia i una fisiologia incorrectes, com per exemple l'humorisme.
Les escoles de medicina de l'antiga Grècia estaven dividides respecte a com s'havien de tractar les malalties. D'una banda, l'escola cnídia es concentrava en el diagnòstic. La medicina de l'època d'Hipòcrates gairebé no sabia res sobre l'anatomia i la fisiologia humanes, a causa del tabú grec que prohibia la dissecció d'humans. Per tant, l'escola cnídia no aconseguia determinar quan una malaltia provocava molts conjunts de símptomes diferents. D'altra banda, l'escola hipocràtica o coesa tingué més èxit aplicant diagnòstics generals i tractaments passius. Es concentrava en la cura del pacient i el pronòstic, no en el diagnòstic. Era capaç de tractar malalties de manera eficaç i permeté un gran desenvolupament en la pràctica clínica.
La medicina hipocràtica i la seva filosofia s'allunyen bastant de la medicina actual, en què el metge cerca un diagnòstic específic i un tractament especialitzat, tal com ho promovia l'escola cnídia. Aquest canvi en el pensament mèdic des del temps d'Hipòcrates ha provocat dures crítiques al llarg dels últims dos mil·lennis, sent la passivitat del tractament hipocràtic l'objecte de les denúncies especialment crítiques; per exemple, el metge francès M. S. Houdart es referí al tractament hipocràtic com «una meditació sobre la mort».

### Humorisme i crisi
L'escola hipocràtica sostenia que la malaltia era el resultat d'un desequilibri al cos dels quatre humors, uns fluids que en bona salut es trobaven naturalment en una proporció igual («pepsi»). Quan els quatre humors (la sang, la bilis negra, la bilis groga i la flegma) es desequilibraven («discràsia», o mala barreja), l'individu emmalaltia i romania malalt fins que es recuperava l'equilibri. La teràpia hipocràtica es concentrava en restaurar aquest equilibri: per exemple, es creia que prendre cítrics era beneficiós quan hi havia un excés de flegma.
Un altre concepte important en la medicina hipocràtica és el de crisi, un moment en el curs de la malaltia en què o bé la malaltia començava a triomfar i el pacient sucumbia a la mort, o bé passava tot el contrari, i els processos naturals permetien la recuperació del pacient. Després d'una crisi es podia produir una recaiguda, i després una nova crisi decisiva. Segons aquesta doctrina, les crisis tendeixen a produir-se en dies crítics, que se suposava que eren un temps fix després de contreure la malaltia. Si la crisi es produïa lluny d'un dia crític, es podia esperar una recaiguda. Galè creia que aquesta idea començà amb Hipòcrates, tot i que és possible que el precedís.

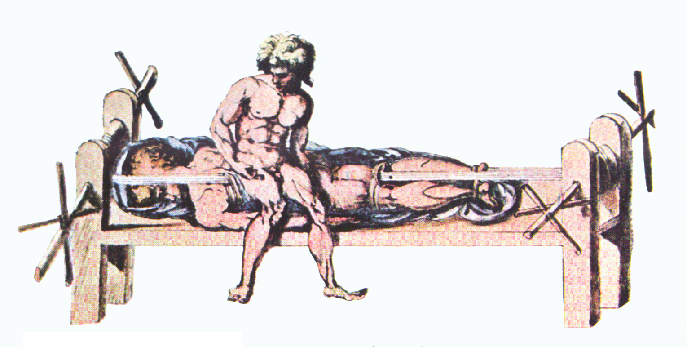
Dibuix d'un banc hipocràtic, d'una edició bizantina del de l'obra de Galè.

La medicina hipocràtica era humil i passiva. L'enfocament terapèutic es basava en el poder curatiu de la natura (vis medicatrix naturae en llatí). Segons aquesta doctrina, el cos conté dins seu el poder de tornar a equilibrar els quatre humors i curar-se a si mateix (fisis). La teràpia hipocràtica es concentrava simplement en facilitar aquest procés natural. Per fer-ho, Hipòcrates creia que el repòs i la immobilització eren de gran importància. En general, la medicina hipocràtica era molt gentil amb el pacient; el tractament era suau i destacava la importància de mantenir el client net i estèril. Per exemple, només es feia servir aigua neta o vi per les ferides, tot i que un tractament sec era preferible. A vegades es feien servir liniments balsàmics.
Hipòcrates era contrari a administrar drogues i emprendre un tractament especialitzat que pogués revelar-se equivocat; per tant, un diagnòstic generalitzat era seguit per una teràpia generalitzada. Tanmateix, en determinades ocasions utilitzava drogues potents. Aquest enfocament passiu era molt reeixit a l'hora de tractar xacres relativament simples, com ara ossos trencats, que requerien tracció per estirar el sistema esquelètic i alleujar la pressió a la zona lesionada. Es feien servir el banc hipocràtic i altres enginys amb aquests fins.
Un dels punts forts de la medicina hipocràtica és la importància que donava al pronòstic. En temps d'Hipòcrates, la teràpia medicinal era bastant immadura, i sovint el millor que podien fer els metges era avaluar una malaltia i deduir-ne el curs més probable basant-se en les informacions recollides en històries de cas detallades.

### Professionalisme

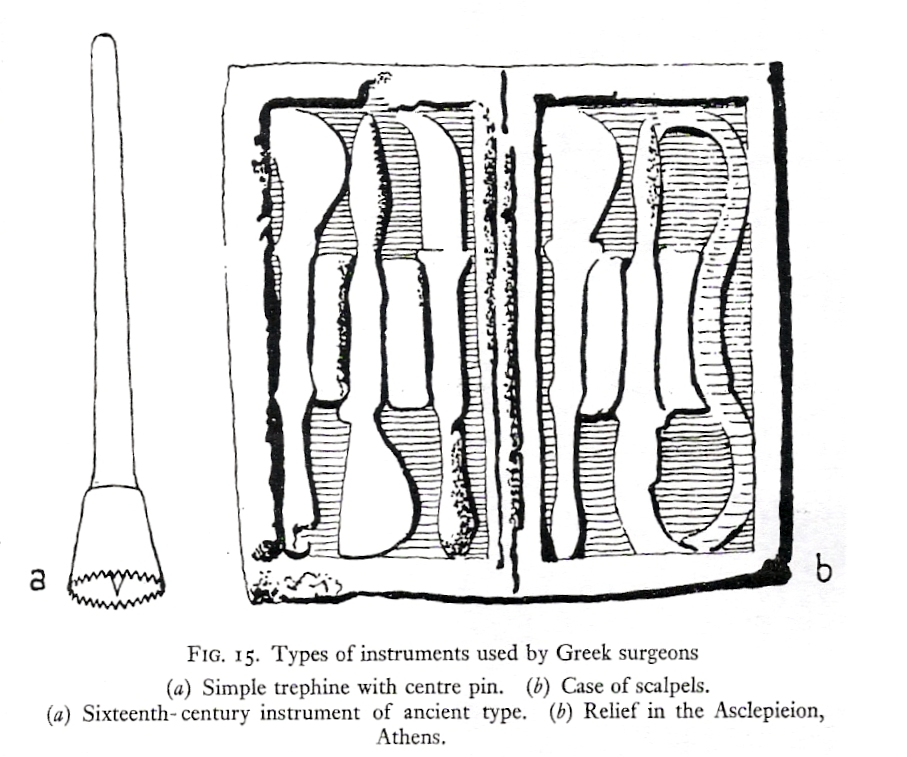
Una sèrie d'útils quirúrgics de l'antiga Grècia. A l'esquerra hi ha un trepà i a la dreta un conjunt d'escalpels. La medicina hipocràtica feia un bon ús d'aquestes eines.

La medicina hipocràtica destacava pel seu estricte professionalisme, la disciplina i la pràctica rigorosa. L'obra hipocràtica Sobre el metge recomana que els metges sempre fossin ben polits, honestos, tranquils, comprensius i seriosos. El metge hipocràtic parava especial atenció a tots els aspectes de la seva pràctica: seguia especificacions detallades per «la il·luminació, el personal, els instruments, el posicionament del pacient i les tècniques d'embenatge i ferulització» a l'antiga sala d'operacions. Fins i tot es mantenia les ungles a una llargada precisa.
L'escola hipocràtica donava importància a les doctrines clíniques d'observació i documentació. Aquestes doctrines dicten que els metges han d'enregistrar els seus descobriments i mètodes medicinals de manera molt clara i objectiva, per tal que aquests registres es puguin transmetre i ser utilitzats per altres metges. Hipòcrates anotava regularment i de manera precisa molts símptomes, incloent-hi la complexió, el pols, la febre, el dolor, els moviments i l'excreció. Es diu que mesurava el pols dels pacients quan preparava una història de cas per saber si el pacient mentia. Hipòcrates estengué les observacions clíniques a la història familiar i l'ambient. Garrison apuntà que la medicina deu a Hipòcrates l'art de la inspecció i l'observació clíniques. Per aquest motiu, potser resulta més correcte anomenar-lo «el Pare de la Medicina Clínica».

### Dietètica

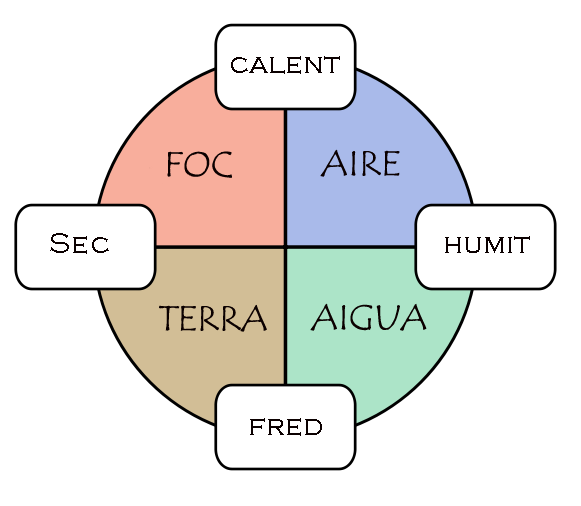
Els quatre elements clàssics

Hipòcrates obrí el camí a la dietètica, promovent el consum de llegums i fruites.
En aquell temps, la dietètica es basava en quatre idees simples:
- la digestió és una cocció dels aliments
- és preferible menjar aliments cuits per tal de facilitar-ne la digestió
- el cos està compost d'elements humors que determinen el temperament
- és recomanable menjar aliments equilibrats, és a dir, aliments que corresponguin al temperament de l'individu

A la dietètica hipocràtica, els aliments es classificaven en funció de la seva correspondència amb un o altre dels quatre elements: l'aigua, la terra, l'aire i el foc, que corresponen a quatre temperaments definits per la teoria humorista: limfàtic, melancòlic, sanguini i colèric. Cada aliment era classificat segons les seves qualitats, que s'esglaonen en quatre graus sobre dos eixos principals calent-fred i sec-humit (o, secundàriament, en eixos dolç-amarg i cru-cuit). Aquestes qualitats influeixen en la manera com l'aliment es transforma dins el cos i la qualitat i la consistència dels humors produïts per l'organisme. La calor de la digestió transforma els aliments en limfa, que, al seu torn, es transforma en humors o actua sobre la qualitat i l'equilibri dels humors presents. Per conservar la bona salut al llarg del temps, cal tenir una dieta equilibrada. Per això, els metges que es basaven en la tradició hipocràtica recomanaven als seus pacients consumir aliments que es corresponguessin amb el seu temperament, per corregir el desequilibri dels humors predominants a cada temperament. Així doncs, el vi negre (calent i sec) i la carn (calenta i seca) són recomanats a la gent gran, els flemàtics i els melancòlics, de naturalesa freda. En canvi, el peix fresc (fred i humit) i les fruites o llegums (fredes i humides) convenen més aviat als colèrics i optimistes, així com als joves, de temperament calent.
L'alimentació també ha de variar segons el clima i les estacions, que influeixen en els humors. A l'hivern, un període en què domina el flemàtic fred i humit, és preferible consumir carns amb salsa, cuinades amb espècies calentes; a la primavera, quan domina el sanguini calent i humit, s'aconsella passar a poc a poc dels bullits als rostits i començar a menjar més llegums verds; a l'estiu, quan domina el colèric calent i sec, és el moment de menjar carns i peixos a la planxa, més lleugers, i preferir aliments freds i humits com el meló, la pruna o la cirera; a la tardor, un període en què domina el melancòlic sec i fred, cal menjar aliments apetitosos i lleugerament àcids per foragitar la malenconia, i reduir el consum de vi i fruites.
Tot i que actualment són obsolets, aquests conceptes que dominaren la medicina d'Occident durant més de mil anys han deixat traces a la cultura popular. Els termes limfàtic, flemàtic, melancòlic o colèric encara es fan servir per referir-se a caràcters, tot i que el seu sentit precís sovint s'ha perdut.

## Contribucions directes a la medicina

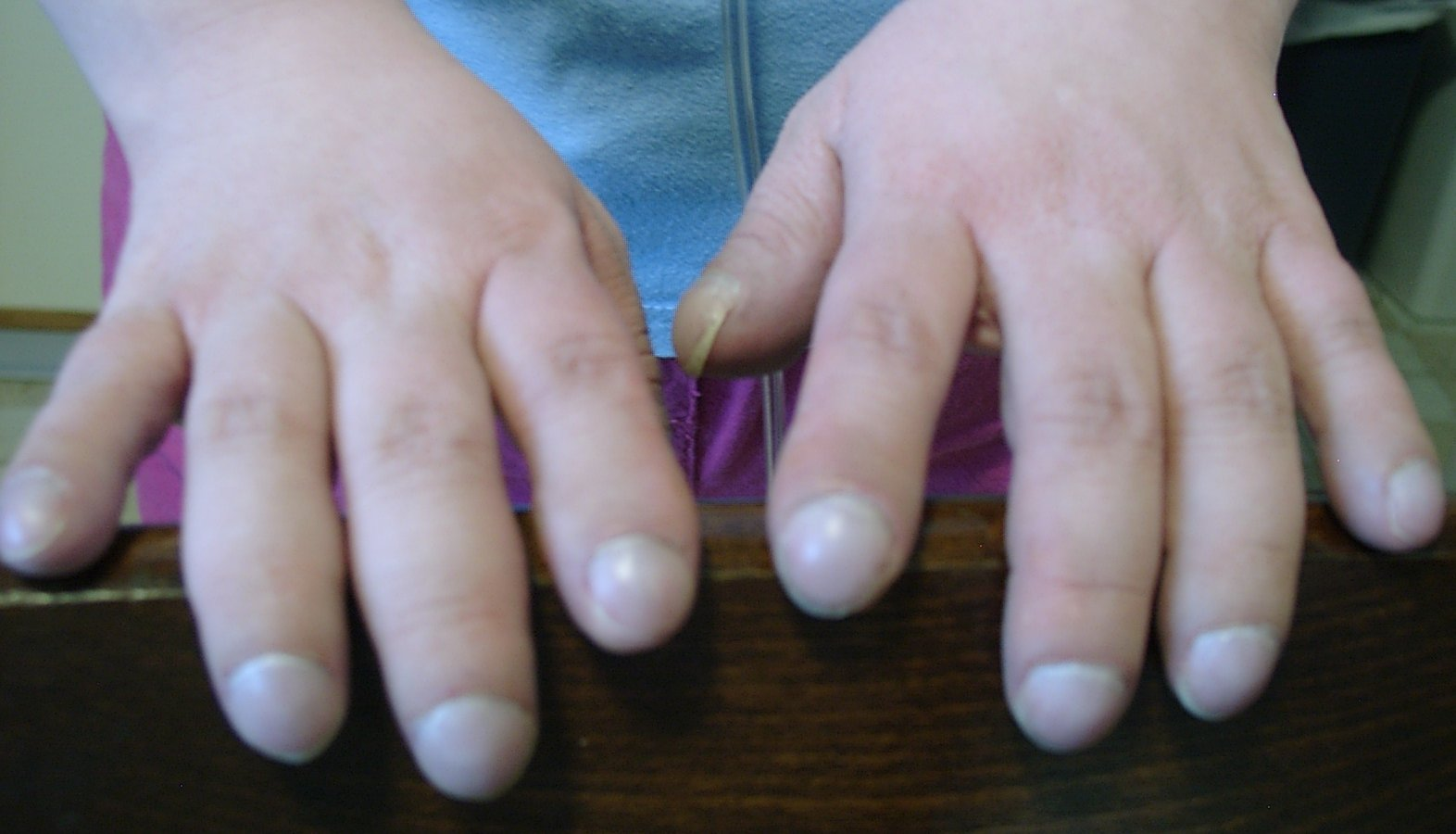
Dits amb acropàquia en un pacient amb síndrome d'Eisenmenger; descrita per primera vegada per Hipòcrates, l'acropàquia també és coneguda amb el nom de «dits hipocràtics».

Hipòcrates i els seus seguidors foren els primers a descriure moltes malalties i trastorns mèdics. Se li atribueix la primera descripció de l'acropàquia, un senyal de diagnòstic important en la malaltia pulmonar supurativa crònica, el càncer de pulmó i la cardiopatia cianòtica. Per aquest motiu, a vegades hom es refereix a l'acropàquia com a «dits hipocràtics». Hipòcrates també fou el primer metge a descriure la fàcies hipocràtica a Prognosi. És cèlebre l'al·lusió de Shakespeare a aquesta descripció quan escriu sobre la mort de Falstaff a l'Acte II, Escena iii de l'obra Enric V.
Hipòcrates començà a classificar les malalties en agudes, cròniques, endèmiques i epidèmiques, i a utilitzar termes com ara exacerbació, recaiguda, resolució, crisi, paroxisme, pic i convalescència, termes que encara tenen un ús destacat. Una altra de les grans contribucions d'Hipòcrates són les seves descripcions de la simptomatologia, els descobriments físics, el tractament quirúrgic i el pronòstic de l'empiema toràcic (una supuració del revestiment de la cavitat toràcica). Els seus ensenyaments encara són rellevants pels estudiants de pneumologia i cirurgia d'avui en dia. Hipòcrates fou el primer cirurgià toràcic de qui es té constància, i els seus descobriments encara són vàlids.
L'escola hipocràtica de medicina descrivia bé les malalties del recte humà i el seu tractament, malgrat la pobra teoria de la medicina de l'escola. Per exemple, les hemorroides, tot i que es creia que eren provocades per un excés de bilis i flegma, eren tractades pels metges hipocràtics de maneres relativament avançades. La cauterització i l'excisió són descrites al corpus hipocràtic, juntament amb els mètodes preferits: lligar les hemorroides i assecar-les amb una planxa calenta. També s'hi suggereixen altres tractaments, com l'aplicació de diversos ungüents. Avui en dia, el seu tractament encara inclou cremada, estrangulació i excisió. A més, alguns dels conceptes fonamentals de la proctoscòpia descrits al corpus encara es fan servir; per exemple, els usos de l'espècul rectal són explicats al corpus hipocràtic. Aquesta és la referència més antiga coneguda a l'endoscòpia.

## Corpus hipocràtic

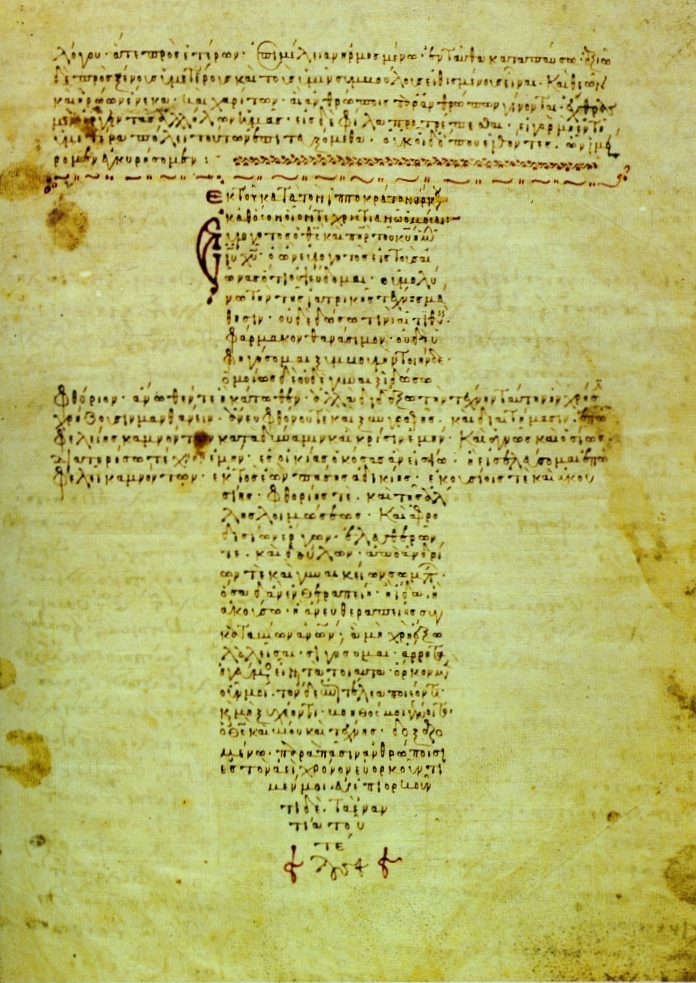
Manuscrit romà d'Orient del Jurament en forma de creu.

El corpus hipocràtic (en llatí, Corpus Hippocraticum) és una col·lecció d'unes setanta obres mèdiques primitives de l'antiga Grècia escrites en grec jònic. No s'ha aclarit definitivament si l'autor del corpus fou el mateix Hipòcrates, però és probable que els volums fossin creats pels seus estudiants i deixebles. A causa de la varietat de temes, estils d'escriptura i data aparent de creació, els estudiosos creuen que el corpus hipocràtic no podria haver estat escrit per una sola persona (Ermerins n'assenyala dinou autors diferents). A l'antiguitat, el Corpus era atribuït a Hipòcrates, i els seus ensenyaments seguien generalment els principis del metge grec, de manera que el Corpus acabà duent el seu nom. En realitat, podrien ser les restes d'una biblioteca de Cos o una col·lecció compilada al segle iii aC a Alexandria.
El corpus hipocràtic conté llibres de text, lliçons, recerca, notes i assajos filosòfics sobre diversos temes mèdics, en cap ordre concret. Aquestes obres foren escrites per a públics diferents, tant especialistes com no experts, i a vegades estaven redactades des de punts de vista oposats; es poden veure contradiccions importants entre diferents obres del corpus. Entre els tractats del corpus destaquen El jurament hipocràtic, El llibre dels pronòstics, Sobre el règim en les malalties agudes, Aforismes, Sobre els aires, les aigües i els llocs, Instruments de reducció, Sobre la malaltia sagrada, etc.

### Jurament hipocràtic
El jurament hipocràtic, un document seminal de l'ètica de la pràctica mèdica, fou atribuït a Hipòcrates a l'antiguitat, tot i que noves informacions indiquen que podria haver estat escrit després de la seva mort. Aquest és probablement el document més cèlebre del corpus hipocràtic. Recentment s'ha posat en dubte l'autenticitat de l'autor del document. Tot i que avui en dia el jurament només s'utilitza rarament en la seva forma original, serveix de base per altres juraments i lleis similars que defineixen les bones pràctiques i morals mèdiques. Els llicenciats en medicina que estan a punt de començar la pràctica mèdica fan aquest jurament.

## Llegat

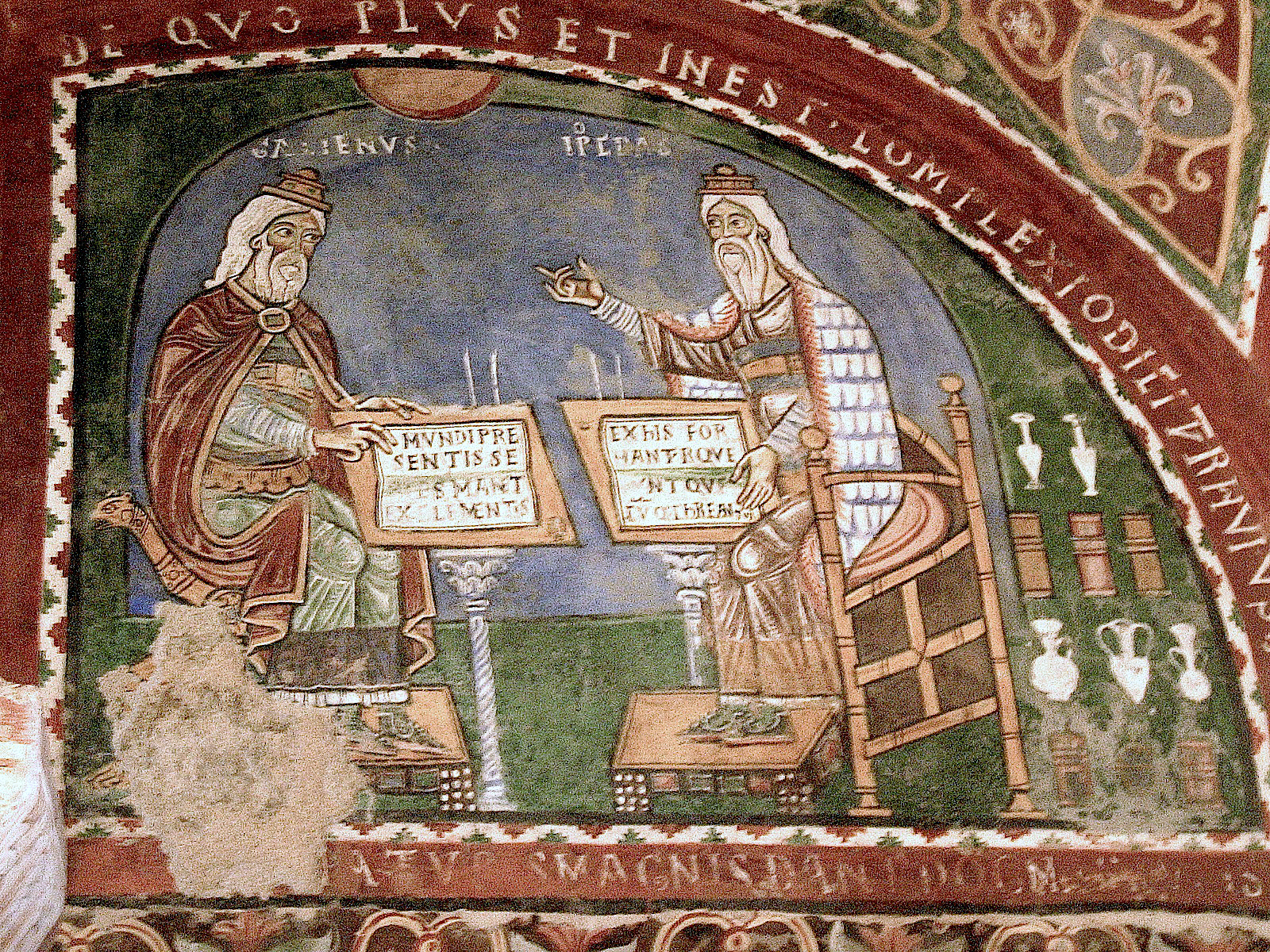
Pintura mural representant Galè i Hipòcrates. Segle, Anagni (Itàlia).

Està molt estesa la visió d'Hipòcrates com a «Pare de la Medicina». Les seves contribucions revolucionaren la pràctica de la medicina. Tanmateix, després de la seva mort el progrés s'estancà. Tan reverenciat era Hipòcrates que els seus ensenyaments foren àmpliament considerats massa grandiosos per ser millorats i durant un llarg temps no es produí cap avenç significatiu dels seus mètodes. Els segles posteriors a la mort d'Hipòcrates estigueren marcats en la mateixa mesura per progressos i retrocessos. Per exemple, després del període hipocràtic, la pràctica de fer històries clíniques de casos desaparegué, segons Fielding Garrison.
Després d'Hipòcrates, el següent metge de rellevància fou Galè, un grec que visqué entre els anys 129 i 200. Galè perpetuà la medicina hipocràtica, expandint-la en totes les direccions. A l'edat mitjana, els àrabs adoptaren els mètodes hipocràtics. Després del Renaixement, els mètodes hipocràtics foren ressuscitats a Europa i ampliats al segle xix. Entre els que utilitzaren les rigoroses tècniques clíniques d'Hipòcrates destaquen Sydenham, Heberden, Charcot i Osler. Henri Huchard, un metge francès, digué que aquestes recuperacions formen la història sencera de la medicina interna.

### Noms
Alguns símptomes i signes clínics han estat anomenats en honor d'Hipòcrates, perquè es creu que fou la primera persona a descriure'ls. La fàcies hipocràtica és el canvi que es produeix al rostre, causat per la mort, les malalties llargues, evacuacions excessives, fam excessiva, i coses semblants. L'acropàquia, una deformitat dels dits i les ungles, també és coneguda com a hipocratisme digital. La sucussió hipocràtica és el so d'esquitxos interns de l'hidropneumotòrax o piopneumotòrax. El banc hipocràtic (un aparell que utilitza tensió per ajudar a corregir la posició dels ossos) i l'embenat en forma de caputxa hipocràtic són dos dissenys anomenats en honor d'Hipòcrates. El corpus hipocràtic i el Jurament Hipocràtic també li deuen el nom. Es creu que Hipòcrates també inventà l'hipocràs. El risus sardonicus, un espasme prolongat dels músculs facials, també rep el nom de somriure hipocràtic.
En temps més recents, un cràter lunar ha estat anomenat Hipòcrates. El Museu Hipocràtic, un museu a l'illa grega de Cos, li està dedicat. L'Hippocrates Project és un programa del New York University Medical Center per millorar l'educació mitjançant l'ús de la tecnologia. El Project Hippocrates (acrònim de HIgh PerfOrmance Computing for Robot-AssisTEd Surgery) és un intent del Carnegie Mellon School of Computer Science i Shadyside Medical Center, per desenvolupar tecnologies avançades de planejament, simulació i execució per la pròxima generació de robots quirúrgics assistits per ordinador. Tant el Canadian Hippocratic Registry com l'American Hippocratic Registry són organitzacions de metges que defensen els principis del Jurament Hipocràtic original com a inviolables a través del temps social.

### Imatge
Segons el testimoni d'Aristòtil, Hipòcrates era conegut com «el gran Hipòcrates». Quant al seu temperament, Hipòcrates fou representat inicialment com un metge rural vell amable i dignificat, i més endavant com a sever i adust. Sens dubte se'l considera savi, amb un gran intel·lecte, i especialment com una persona molt pragmàtica. Francis Adams el descriu com a «estrictament el metge de l'experiència i el sentit comú».
La seva imatge de doctor vell i savi és reforçada pels seus busts, que presenten barbes espesses i una cara arrugada. Molts metges d'aquell temps duien els cabells a l'estil de Júpiter i Asclepi. Per consegüent, els busts d'Hipòcrates que es coneixen podrien ser en realitat versions alterades de retrats d'aquestes deïtats. Hipòcrates i les creences que simbolitzava són considerats ideals mèdics. Fielding Garrison, una autoritat de la història de la medicina, afirmà: «És, per sobre de tot, el model d'aquell estat mental flexible, crític i ben preparat, sempre a la recerca de fonts d'errors, que és l'essència mateixa de l'esperit científic». «La seva figura... s'alça per sempre més com la del metge ideal», segons A Short History of Medicine, i inspirà la professió mèdica des de la seva mort.

### Llegendes
La majoria de relats de la vida d'Hipòcrates són probablement erronis per la seva inconsistència amb les proves històriques, o perquè existeixen relats similars sobre Avicenna i Sòcrates (cosa que en suggereix un origen llegendari). Fins i tot durant la seva vida, Hipòcrates tenia un gran renom, i sorgiren relats de cures miraculoses. Per exemple, es diu que Hipòcrates ajudà a curar els atenencs durant la plaga d'Atenes, encenent grans focs com a «desinfectants» i aplicant altres tractaments. Hi ha una història que diu que Hipòcrates guarí el rei Perdicas de Regne de Macedònia del «mal d'amor». Cap d'aquests relats no està corroborat pels històriadors, així que és inversemblant que haguessin passat de debò.

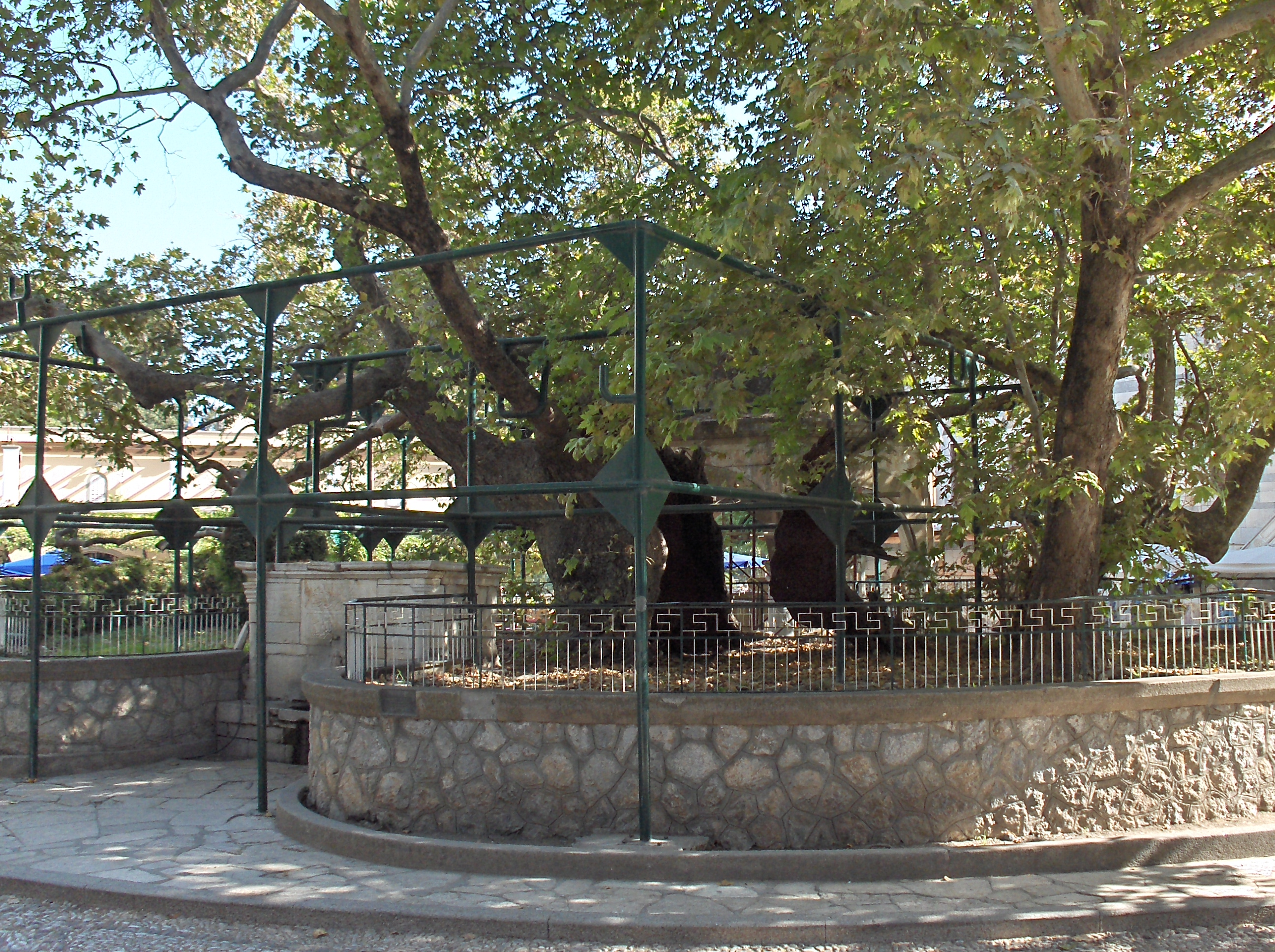
El plàtan d'Hipòcrates, sota el qual es diu que treballà el metge.

Una altra llegenda explica com Hipòcrates refusà una petició formal de visitar la cort d'Artaxerxes II de Pèrsia. La validesa d'aquest relat és acceptada per fonts antigues però refutada per algunes de modernes, de manera que és objecte de debat. Una altra rondalla diu que Demòcrit d'Abdera era considerat un boig perquè es reia de tot, i l'enviaren a Hipòcrates perquè el guarís. Hipòcrates diagnosticà que simplement tenia una personalitat alegre. Des d'aleshores, Demòcrit ha estat conegut com «el filòsof rialler».
| «                 | La vida és curta, l'art llarg, l'oportunitat efímera, l'experiment traïdorenc, el judici difícil | » |
| — Aforismes, i.1. |                                                                                                  |   |

No totes les històries sobre Hipòcrates el presenten de manera positiva. En una llegenda, es diu que Hipòcrates fugí després de calar foc a un temple de curació a Grècia. Sorà d'Efes, la font d'aquesta història, indica que es tractava del temple de Cnidos. Tanmateix, segles més tard, el gramàtic grec romà d'Orient Joan Tzetzes escrigué que Hipòcrates calà foc al seu propi temple, el Temple de Cos, especulant que ho feu per mantenir un monopoli del coneixement mèdic. Aquest relat no concorda gaire amb les estimacions tradicionals de la personalitat d'Hipòcrates. Altres llegendes conten la seva resurrecció del nebot d'August; aquesta meravella fou aconseguida suposadament gràcies a l'erecció d'una estàtua d'Hipòcrates i la creació d'una càtedra en honor seu a Roma. Es creia que fins i tot la mel d'un rusc situat a la seva tomba tenia poders de curació.
Les llegendes al voltant d'Hipòcrates abasten fins i tot la seva genealogia, que el fan un dels Asclepíades, traçant la seva herència paterna directament a Asclepi, i la seva ascendència materna a Hèracles. Segons les Quilíades de Tzetzes, la genealogia derivada d'Hipòcrates II designades amb la numeració d'ahnentafel és:

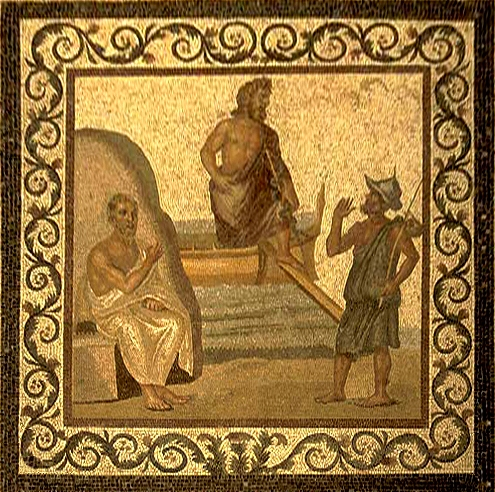
Imatge d'Hipòcrates a l’Asclepieion de Cos, amb Asclepi al centre.

1. Hipòcrates II. «El pare de la medicina»

2. Heràclides

4. Hipòcrates I.

8. Gnosídic

16. Nebre

32. Sòstrat III.

64. Teodor II.

128. Sòstrat II.

256. Teodor

512. Cleomitades

1024. Crisamis

2048. Dardà Asclepíades

4096. Sostat

8192. Hipòloc de Cos

16384. Podaliri

32768. Asclepi

## Traduccions catalanes
- Aires, aigües i llocs / Jurament. Traducció de Jaume Ripoll Miralda. Martorell: Adesiara Editorial, novembre 2023.

## Bibliografia

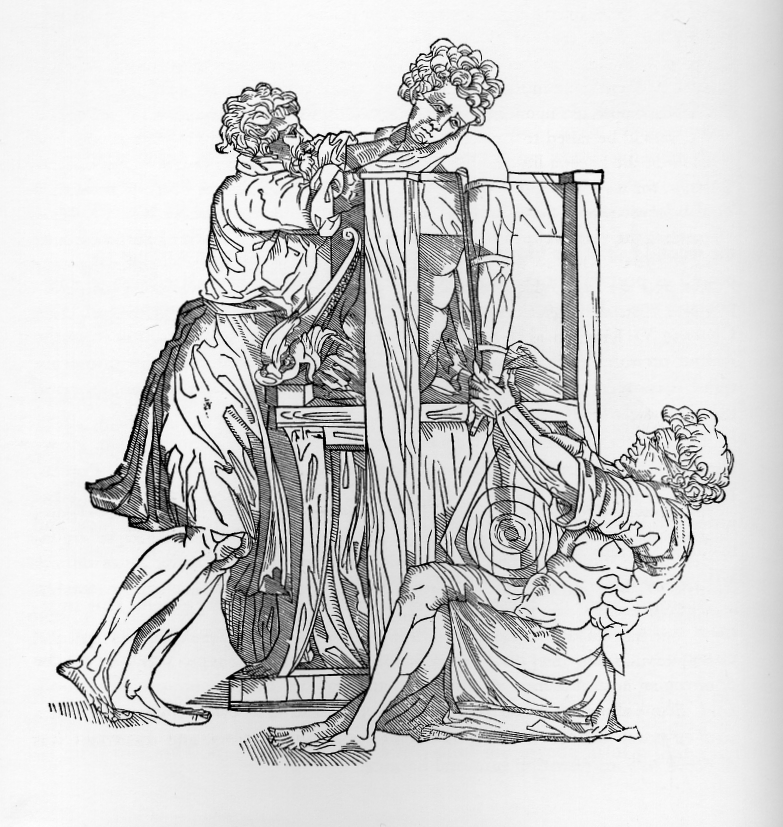
Xilografia de la reducció d'una espatlla dislocada amb un aparell hipocràtic.